# Station Malmö-MLJ
Station Malmö MLJ (Malmö Limhamnsstationen) was een station in de Zweedse stad Malmö.
Het station was gelegen aan de Bassängkajen en is in 1960 afgebroken.
Het station Malmö MLJ was het eindpunt voor het traject:
- Spoorlijn Malmö - Limhamn.